# آنتانتیبه (آناتیوولو)
آنتانتیبه (به لاتین: Antanetibe Anativolo) یک منطقهٔ مسکونی در ماداگاسکار است که در آنالامانگا واقع شده‌است. آنتانتیبه ۲۰٬۲۵۷ نفر جمعیت دارد و ۹۸۰ متر بالاتر از سطح دریا واقع شده‌است.